# José Vicente Gómez Bello
José Vicente Gómez Bello (Cúcuta, Colombia, 15 de abril de 1884-Leysin, Suiza, 2 de febrero de 1930) fue un militar y político venezolano que se desempeñó como vicepresidente de Venezuela.

## Biografía
José Vicente fue hijo del general Juan Vicente Gómez y de Dionisia Bello. Se trasladó a Caracas luego del triunfo de la Revolución Liberal Restauradora. Realizó sus estudios en el Colegio Francés de Caracas. Su padre tomó el poder luego del Golpe de Estado en Venezuela de 1908. En 1907 es nombrado General por su padre. En 1914 es electo diputado por el estado Aragua. Ese mismo año es nombrado por su padre inspector general del Ejército. Se casó con Josefina Revenga Sosa, miembro de la alta sociedad caraqueña.

### Vicepresidencia
En 1922 se reforma la constitución y José Vicente Gómez es nombrado segundo vicepresidente de la República, lo que provoca una rivalidad con su tío Juan Crisóstomo Gómez (Juancho Gómez), primer vicepresidente. Dentro del "régimen gomecista", se formaron 2 facciones que rivalizaron para ver quien debía suceder a Juan Vicente Gómez, estos fueron llamados Juanchistas y Vicentistas.

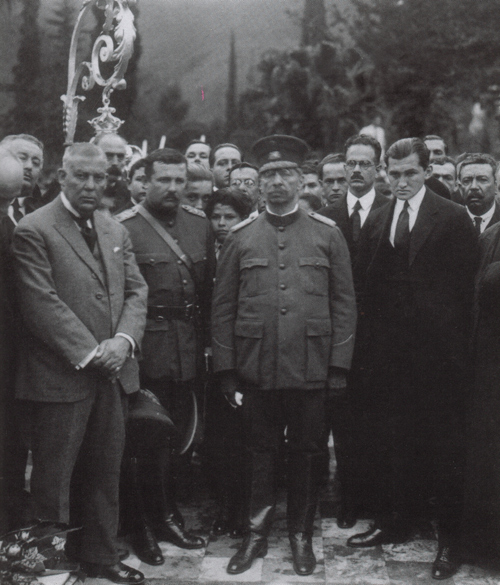
José Vicente Gómez Bello y Juan Vicente Gómez en el entierro de Juan Crisóstomo Gómez.

El asesinato de Juan Crisóstomo Gómez ocurrido en circunstancias misteriosas en 1923, dio origen a numerosas conjeturas acerca de la participación que pudo haber tenido en el hecho. Su actitud, junto con la de su esposa Josefina, durante los acontecimientos de la Semana del Estudiante en febrero de 1928 y su posible vinculación con la Insurrección del 7 de abril de 1928, provocaron un distanciamiento con su padre.

### Últimos años
En 1928 fue relevado de sus funciones como inspector general del Ejército y se le designó como agregado militar en Francia, saliendo del país con su familia el 28 de abril de 1928, mientras una nueva Constitución eliminaba su cargo de vicepresidente. Residenciado en París, José Vicente Gómez no pudo regresar a Venezuela y falleció de tuberculosis en un sanatorio en Leysin, Suiza el 2 de febrero de 1930.